# برج بلومبيرغ
ليكسينغتون أفينيو 731 أو برج بلومبيرغ (بالإنجليزية: Bloomberg Tower)‏، ناطحة سحاب بارتفاع 246 مترًا عن سطح الأرض، من أربع وخمسين طابقًا، مقامة شرق مانهاتن، نيويورك في الولايات المتحدة. يتواجد فيها مقر شركة بلومبيرغ إل بي. يقع هذا البرج، في شارع "ليكسينغتون أفينيو 731"، ما بين شارعي 58 الشرقي و59. برج بلومبيرغ، يحتل المركز 15 في قائمة أطول أبراج نيويورك، والمركز 46 بين أبراج الولايات المتحدة، والمركز 132 في العالم. قام سزار بيلي بتصميم البرج.

## أخرى
- قائمة أطول المباني في نيويورك